# PL-5
El PL-5 (en chino 霹雳 -5) es un misil aire-aire de corto alcance de origen chino, guiado por infrarrojos. Este misil se basa en la tecnología del misil soviético AA-2 Atoll y se asemeja al misil estadounidense AIM-9 Sidewinder. 

## PL-5
El PL-5 fue diseñado y desarrollado en agosto de 1982 por China Luoyang Electro-Optics Technology Development Centre (EOTDC), también conocido como Instituto 612; los miembros de su equipo de diseño incluyeron también a las empresas Chen Jiali (陈家礼), Dong Chunfeng, Hu Rongchao (胡荣 超), Huang Bin, Zhang Ming (张明), y Zheng Zhiwei (郑志伟). Aparentemente fue producido en la fábrica Nanfeng Factory Hanzhong (también conocido como la fábrica de Hanzhong de producciòn de misiles aire-aire) China Aviation Industry Corporation I.

## PL-5E
El PL-5 ha sido mejorado continuamente por Luoyang siendo la última variante de este misil el modelo PL-5EII, en lo cual se le añadió una doble banda, un detector de múltiples elementos, así también como la proximidad del láser, con fusible similar al misil PL-9. Según la agencia china CATIC, el PL-5E tiene la capacidad para todos los aspectos, porque lleva consigo su buscador que tiene un ángulo de puntería máximo fuera de 25 ° antes de su lanzamiento, y 40 ° después del lanzamiento.
Los aviones chinos de combate Chengdu J-10 y Shenyang J-11 están usando principalmente el misil PL-8, que es más avanzado comparando al PL-5. Pero sin embargo, esto no es aplicable a los aviones chinos cazabombarderos Chengdu J-7 y Xian JH-7, ya que el misil PL-8 además de tener una mayor dimensión tiene mucho peso para estos, llegando a aumentar la capacidad de carga de la aeronave, es por eso que para estos aviones es preferible seguir utilizando un misil ligero como el PL-5.
El misil PL-5 también es aplicable al avión chino K-8 Karakorum que además de ser una aeronave de entrenamiento, cumple la función de Avión ligero de ataque a tierra, siendo en la actualidad utilizado por más de 12 países en el mundo.

## Operadores
- Bangladés
- Birmania
- Egipto
- Iran
- Irak
- Corea del Norte
- Pakistán, 900 ordenados, PL-5E.[3]
- Sri Lanka
- Sudán
- Tanzania
- Venezuela 100 ordenados, PL-5E.[3]
- Zimbabue